# هلیودوروس

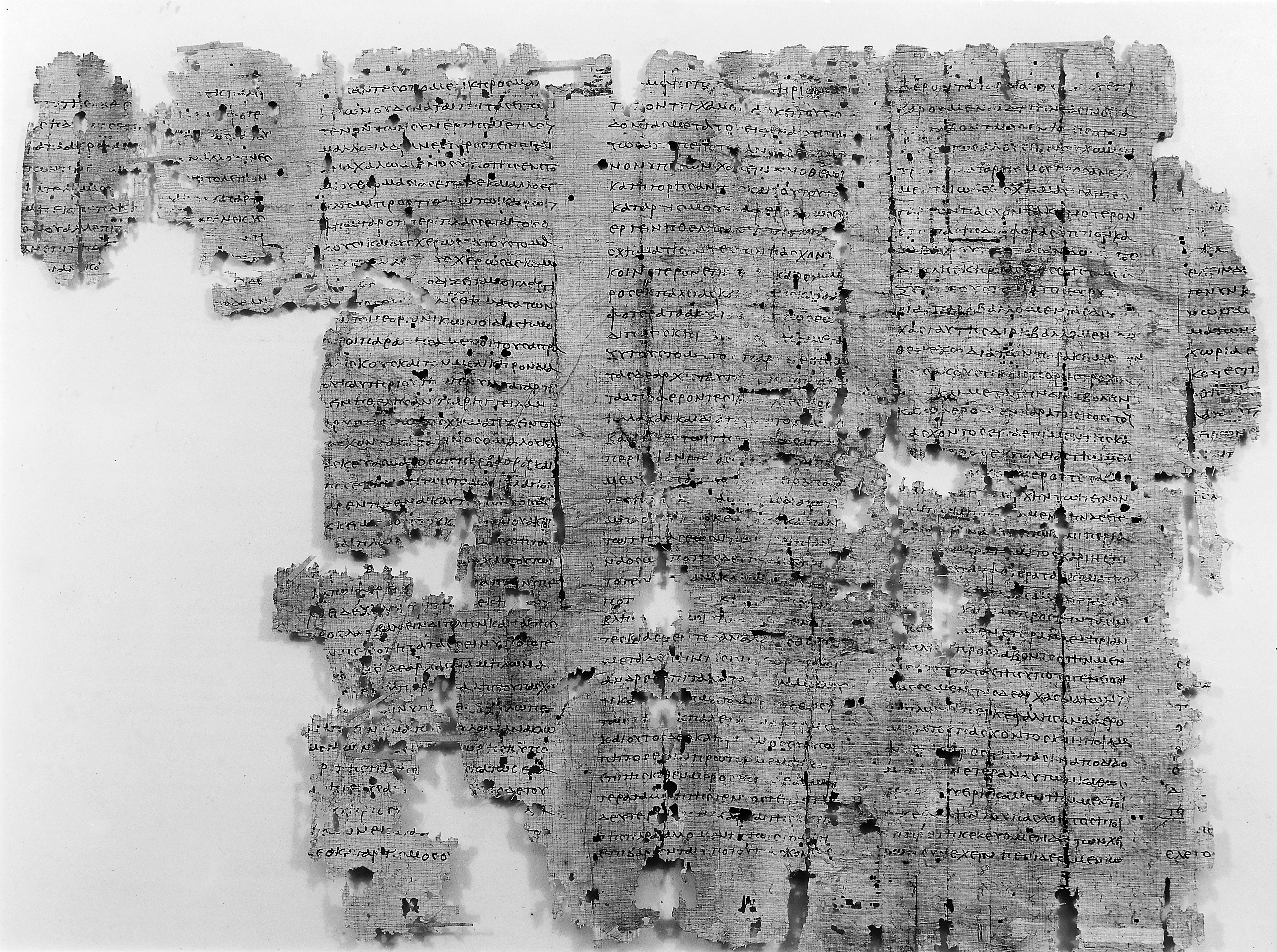
بخشی از تفسیر در مورد لوکساسیون منسوب به جراح هلیودوروس

هلیودوروس (به یونانی: Ἡλιόδωρος) جراح یونانی نیمه اول سده دوم میلادی از مکتب پنوماتیک بود که در زمان تراژان در روم برآمد. هلیودوروس احتمالاً نسبش مصری بود. اثر عمدهٴ او رساله‌ای است در جراحی در پنج کتاب. احتمالاً او مؤلف دو رسالهٴ دیگر دربارهٴ مفاصل و دربارهٴ دررفتگیهاست.